# Dimitrie Alexandrescu

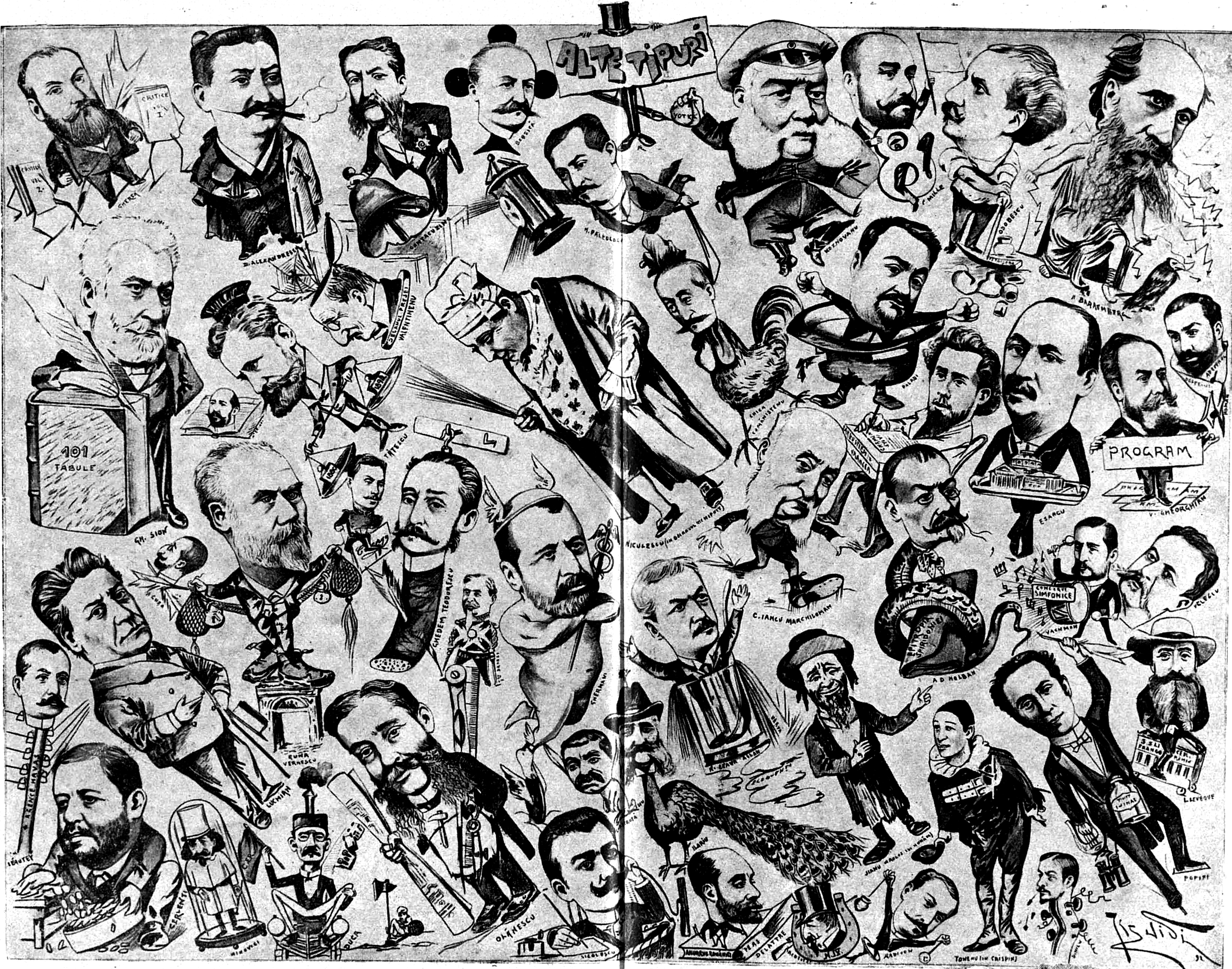
Jiquidi - Alte tipuri
Sus, de la stânga: I.C. Dobrogeanu-Gherea, Dimitrie Alexandrescu, ș.a.

Dimitrie Alexandrescu (n. 4 octombrie 1850, Iași, Moldova – d. 9 februarie 1925, Iași, România) a fost un profesor de Drept civil la Universitatea din Iași (1894-1925), decan al Facultății de Drept din Iași, procuror și avocat, considerat „întemeietorului studiului comparat de drept în România” (M. Hacman), director al revistelor „Curierul judiciar” (1900-1907, 1910-1916), „Tribuna juridică” (1919-1923) și „Justiția”.
A fost student la Sorbona..